# Барынмаа, Айдаш Иванович
Айдаш Иванович Барынмаа  (род. 20 июля 1981) — хоомейжи, музыкант, народный хоомейжи Республики Тыва (2023), заслуженный артист Республики Тыва (2013).

## Биография
Айдаш Иванович Барынмаа родился 20 июля 1981 года в селе Чодураа Улуг-Хемского района Тувинской АССР. Он хоомей начал пробовать исполнять с 6 летнего возраста. Он пошел по стопам дедушки, Биче-оола Монгул-оола. С 5 класса принимал участие на школьных концертах, пел песни, сыгыт, хоомей. В 14 лет Айдаш участвовал в республиканском конкурсе вокалистов «Хамнаарак». На детском конкурсе хоомейжи «Сарадак-1995» получил призовое место. По его словам в музыку его привел композитор Сергей Бадыраа, именно его считает своим учителем. В репертуар А. И. Барынмаа вошли народные и авторские песни известных артистов и хоомейжи Тувы: «Чес-Булун» (Сат Дамба-Доржу), «Доруг-Дай» (Санчы К), «Чылгычынын ыры» (Р. Кенденбиль). Он — активный участник республиканских, региональных, международных конкурсов («Урал-Моно», Башкирия, 2003; «Звезда Хакасии», Усть-Абакан, 2002; «Мелодии Саянских гор», Кызыл, 2002; «От ыры», Абакан, 2011).

## Награды и звания
- Гран-при конкурса артистов эстрады «Чаатынын ыраажызы» (1998)
- Гран-при регионального конкурса молодых исполнителей эстрадной песни (Горно-Алтайск, 2001).
- победитель в номинации «Лучшая песня о родной земле» (2012)[3]
- Заслуженный артист Республики Тыва (27 сентября 2013) — за активную общественную деятельность и высокое исполнительское мастерство народных песен и хоомея[4].
- номинация «Лучший текстовый зачин» VI международного этномузыкологического симпозиума «Хоомей — феномен культуры народов Центральной Азии» (2013)[5]
- приз «Лучший исполнитель современной поп-интерпретации хоомея» Республиканского конкурса среди исполнителей хоомея, посвященного 55-летнему юбилею Народного хоомейжи Геннадия Чаш (2015)[6]
- номинация «За оригинальное исполнение хоомея» Международного конкурса исполнителей горлового пения «Дембилдей-2017»
- дипломант I степени VI международного этномузыкологического симпозиума «Хоомей — феномен культуры народов Центральной Азии» (2018)
- Народный хоомейжи Республики Тыва (24 марта 2023) — за плодотворную творческую деятельность, личный вклад в развитие культуры и искусства[7].